# Edelmiro Fernández
Edelmiro M. Fernández Parada (Ribeira, La Coruña, 14 de julio de 1973) es un músico español.
Está diplomado en Educación Musical por la Facultad de Ciencias de la Educación de la Universidad de Santiago de Compostela y profesor de gaita. Tiene una larga trayectoria como gaitero durante la que conquistó gran cantidad de premios tanto en España como en el extranjero, destacando el MacCrimmon, el cual ganó en cuatro ocasiones y lo acredita como uno de los mejores gaiteros del mundo. También participó en numerosas grabaciones.

## Trayectoria
Con 12 años comienza a tocar la gaita en la escuela municipal de Ribeira, formando parte de la banda de gaitas Ancoradoiro, con la que participará en concursos, grabaciones y actuaciones por toda la geografía nacional. Forma parte también del cuarteto del mismo nombre, con el que participa en varios concursos, el primero de ellos en el "Festival Intercéltico de Vigo", en 1986, en el que consiguen el cuarto premio. A partir de aquí, obtienen numerosos premios, entre los que destacan el primer premio en el "Concurso Rexional de Gaitas" de Ponteareas en el año 1993 y los primeros premios obtenidos en los concursos de Ponteareas, Cerdido y Betanzos en 1994.
En 1990 inicia su carrera como gaiteiro solista presentándose al trofeo "Fin de Siglo" (Ourense), en el que resulta elegido como finalista. Aunque finalmente no pudo participar en la final, ya que coincidió con una actuación de la banda de gaitas, y al no conducir todavía no pudo llegar a tiempo, sí participó en la grabación del CD conmemorativo.
En 1992 se presenta al concurso "Constantino Bellón", de Ferrol, en el que resulta elegido finalista. Ya en 1994 obtiene el 2.º premio en el "Memorial Manuel Villanueva" en Poio - Pontevedra, y al año siguiente gana el "Trofeo Caixa Galicia", clasificatorio para el prestigioso Trofeo Macallan de gaita gallega y asturiana, en el que resulta ganador ex aequo (junto al asturiano Jorge Fernández Areces y el gallego Anxo Lorenzo), y que ganará posteriormente otras 4 veces, en los años 1996, 1998, 2001  y 2007, convirtiéndose en el gaiteiro que más veces lo ha obtenido.
A partir de este momento se inicia una exitosa carrera como gaiteiro, que incluye numerosos premios y actuaciones tanto como solista como formando parte de otros cuartetos tradicionales (Laghareu, Zamar), y colaboraciones con grupos nacionales y extranjeros (Amistades Peligrosas, Xochilmica, Eddy Maguire, Laio...), tanto en conciertos como en grabaciones. Además, desde el año 2000 colabora regularmente con el compositor irlandés Shaun Davey, actuando en Lorient,Skye, Chicago, Dublín, y en Sapânta, y en la grabación del CD "May We Never Have To Say Goodbye". También es miembro de La Banda Europa (Jim Sutherland), con la que ha realizado actuaciones en NewCAstle y Falkirk, y en el "Celtic Connections Festival" (2008).
En la actualidad, compagina su faceta de profesor de gaita y percusión tradicional en diversas bandas y asociaciones con la de gaiteiro en los grupos "Taghaitaí" y "Tri´be_mol", además de diversas colaboraciones con otros grupos y proyectos. Es juez diplomado en Interpretación y Afinación. Obtuvo el título profesional de gaita en el conservatorio de Carballo.

## Colaboraciones
- Gaitero solista de los grupos de baile tradicional "Rebuldaina", "Senlleiros", "Balteiras" e "Tarraxe"
- Miembro fundador del grupo de música Gallega "Fiandola" (1996)
- Gaitero invitado a la gira por Galicia del grupo pop "Amistades Peligrosas" (1996)
- Actuaciones en Moaña, Valladolid y Amoeiro - Ourense como miembro del "Trío Macallan" y en el programa "Luar" de la TVG  (1996)
- Gaitero invitado al espectáculo "Galicia Terra Única" de Alberto Comesaña (1997)
- Participó en la obra "Epopeè Celtique" de Eddie Maguire (Lorient, 1998)
- Gaiteiro invitado al Festival Intercéltico, participando con el Dúo "Edelmiro Fernández & Xan Pampín" en el escenario de la Carpa Galega Turgalicia (Lorient 2009)
- Gaiteiro invitado al Memorial Gordon Duncan: "A National Treasure III". (Perth-Scotland, 2009)
- Gaiteiro solista en el "William Kennedy Piping Festival" (Armagh, NorthIreland, 2010)
- Gaiteiro invitado al "Piping Live", (Glasgow, Scotland, 2011)
- Solista invitado a "La nuite de las Cornamuses: Homenaje a Raúl Piñeiro" en el Festival Interceltique de Lorient 2013.

Colabora también con la Orquesta de Jazz de Galicia, participando en la grabación del disco "Fame", y en la presentación realizada en el Auditorio Mar de Vigo el 17 de diciembre de 2015.

## Grabaciones
1990 - Participación en el CD "Trofeo Fin de Siglo"
1992/1998 - Participación en los CD del Concurso "Constantino Bellón" de Ferrol (La Coruña)
1992 - Grabación con la Banda de Gaitas "Ancoradoiro", del LP "Andaina"
1993 - Participación en el CD "Certame Pelegrín de Gaiteiros Solistas"
1996 - Grabación con la Banda de Gaitas "Ancoradoiro" del CD "Sui Generis", Grabación del CD del "Certame de Grupos Folk" con el Grupo "Fiandola" y Participación en el CD "LIVE du Festival Interceltique de Lorient" (VOL II).
1998 - Participacióin en el libro y CD "Doce Polainas Enteiras" (Edición Cumio)
2002 - Gaitero colaborador en la grabación del CD "Luneda", del grupo folk "Laio"
2003 - Participación en el CD "A PROCURA DAS RAÍCES. Homenaxe a Bal y Gay" (Disco TROMPO).
2004 - Colabora como percusionista en el CD del Gaitero Pablo Seoane
2005 - Gaitero invitado en la grabación del 1.º CD del Grupo "Xochilmica"
2006 - Participa en la grabación del CD "May We Never Have to Say Goodbye" del compositor irlándes Shaun Davey
2007 - Gaitero invitado a la grabación de un tema en directo para el 2.º CD del Grupo "Xochilmica"
2013 - Grabación del tema "EXILIETA" (Antón Alcalde Rodríguez) para Gaita solista y Banda de Música en el CD "Silleda; Pobo e Música" con la Banda de Música Municipal de Silleda (125 aniversario)

## Premios conseguidos

### Como solista
1990 - Finalista en el "Trofeo Fin de Siglo" (Ourense)
1992 - Finalista en el "II Concurso Constantino Bellón" (Ferrol)
1993 - Finalista en el "I Concurso Pelegrín" (Lugo) y Finalista en el "III Concurso Constantino Bellón" (Ferrol)
1994 - Finalista en el "IV Concurso Constantino Bellón" (Ferrol) y 2.º Premio en el "Memorial Manuel Villanueva" (Poio - Pontevedra)
1995 - Ganador del "I Trofeo Caixa Galicia" (Santiago de Compostela), segundo puesto en el "Trofeo Macallan" de gaita gallega y asturiana (Lorient - Bretaña) y Finalista en el "V Concurso Constantino Bellón" (Ferrol).
1996 - Ganador del "II Trofeo Caixa Galicia" (La Coruña), ganador del "Trofeo Macallan" de gaita gallega y asturiana (Lorient - Bretaña) y Finalista en el "VI Concurso Constantino Bellón" (Ferrol).
1997 - Finalista y Accésit en el "VII Concurso Constantino Bellón" (Ferrol)
1998 - Ganador del "IX Concurso de Música Tradicional Xacarandaina" (La Coruña), ganador del "Trofeo Macallan" de gaita gallega y asturiana (Lorient - Bretaña) y Finalista en el "VIII Concurso Constantino Bellón" (Ferrol)
1999 - Ganador del "Concurso de Gaiteiros Solistas" de la Estrada (Pontevedra).
2001 - Ganador del "Trofeo Macallan" de gaita gallega y asturiana (Lorient - Bretaña)
2003 - Ganador del "V Concurso de Gaiteiros Solistas AVELINO CACHAFEIRO" (Forcarei - Pontevedra)
2004 - 2.º Premio en el "VI Concurso de Gaiteiros Solistas AVELINO CACHAFEIRO" (Forcarei - Pontevedra)
2005 - 2.º Premio en el "VII Concurso de Gaiteiros Solistas AVELINO CACHAFEIRO" (Forcarei - Pontevedra)
2006 - 2.º Premio en el "VIII Concurso de Gaiteiros Solistas AVELINO CACHAFEIRO" (Forcarei - Pontevedra) y Ganador del "III Memorial Villanueva" (Poio - Pontevedra)
2007 - Ganador del "Trofeo Mac Crimmon" de gaita gallega, asturiana y bretona (Lorient - Bretaña) y 3.º Premio en el "IX Concurso de Gaiteiros Solistas AVELINO CACHAFEIRO" (Forcarei - Pontevedra)
2008 - Ganador del "Memorial Ricardo Portela" de gaiteros solistas (Viascón - Pontevedra)

### Con el cuarteto "Ancoradoiro"
1986 - 4.º premio en el "Festival Intercéltico de Vigo"
1988 - 2.º premio en el "Concurso Rexional de Gaitas" (Ponteareas - Pontevedra)
1989 - 4.º premio en el "Concurso Rexional de Gaitas" (Ponteareas - Pontevedra)
1993 - 1.º premio en el "Concurso Rexional de Gaitas" (Ponteareas - Pontevedra)
1994 - 1.º premio en el "Concurso Rexional de Gaitas" (Ponteareas - Pontevedra), 1.º premio en el "Concurso de Cuartetos" (Cerdido - La Coruña) y 1.º premio en el "Concurso de Cuartetos" (Betanzos - La Coruña)

### Con el cuarteto "Laghareu"
2002 - 1.º premio en el "III Memorial de Ricardo Portela" (Pontevedra), 2.º premio en el "II Concurso de Cuartetos e Quintetos de Gaitas - José Juan García" (Miño - La Coruña) y 3.º premio en el "Concurso Rexional de Gaitas" (Ponteareas - Pontevedra)
2003 - 2.º premio "IV Memorial Ricardo Portela (Pontevedra)
2004 - 1.º premio en el "Concurso Rexional de Gaitas" en (Ponteareas - Pontevedra), 2.º premio en el "Concurso de Gaitas do Pais" (Sarria - Lugo), 3.º premio en el "V Memorial Ricardo Portela" (Pontevedra), Premio especial de toque pechado en el "V Memorial Ricardo Portela" (Pontevedra) y Premio especial de interpretación de Repertorio Portela en el "V Memorial de Ricardo Portela" (Pontevedra).
2005 - 2.º Premio en el "VIII memorial Manuel Texo" (Santa Cruz de Ribadulla - Vedra - La Coruña) y 2.º premio en el "Concurso Rexional de Gaitas" (Ponteareas - Pontevedra)
2006 - 3.º premio en el "Concurso Rexional de Gaitas" (Ponteareas - Pontevedra)
2007 - 3.º premio en el "Concurso Rexional de Gaitas" (Ponteareas - Pontevedra)
2008 - 2.º premio y premio especial Repertorio Portela en el "Memorial de Ricardo Portela" de grupos de gaitas (Pontevedra).
2012 - 1.º premio en el "Concurso Rexional de Gaitas" (Ponteareas - Pontevedra)

### Con el cuarteto "Zamar"
2010 - 2.º premio en el "Memorial Ricardo Portela" de Grupos de Gaitas (Pontevedra)

### Con la banda de gaitas "Ancoradoiro
1991 - 2.º premio "Campeonato de Bandas de Gaitas" (Manzaneda - Ourense)
1992 - 1.º premio "Campeonato de Bandas de Gaitas" (Manzaneda - Ourense)
1995 - 1° premio "I Certame CON MÚSICA PROPIA" de la TVG (Santiago de Compostela)